# Rouffiac-Tolosan
Rouffiac-Tolosan (okzitanisch: Rofiac Tolosan) ist eine französische Gemeinde mit 2.186 Einwohnern (Stand: 1. Januar 2022) im Département Haute-Garonne in der Region Okzitanien; sie gehört zum Arrondissement Toulouse und zum Kanton Pechbonnieu. Die Einwohner werden Rouffiacois genannt.

## Geographie
Die Gemeinde Rouffiac-Tolosanist ein bevorzugter Wohnstandort „im Grünen“, etwa neun Kilometer nordöstlich der Großstadt Toulouse. Umgeben wird Rouffiac-Tolosan von den Nachbargemeinden Castelmaurou im Norden und Osten, Beaupuy im Südosten, Montrabé im Süden sowie Saint-Jean im Westen. Durch das Gemeindegebiet verlaufen die Autoroute A68 und die Bahnstrecke von Toulouse nach Albi.

## Bevölkerungsentwicklung
| Jahr                       | 1962 | 1968 | 1975 | 1982 | 1990 | 1999 | 2006 | 2012 | 2020 |
| Einwohner                  | 396  | 491  | 626  | 750  | 961  | 1404 | 1646 | 1849 | 1989 |
| Quellen: Cassini und INSEE |      |      |      |      |      |      |      |      |      |

## Sehenswürdigkeiten
- Kirche Saint-Laurent aus dem 19. Jahrhundert
- Naherholungsgebiet am See Saint-Laurent